# Van Hoobrouck

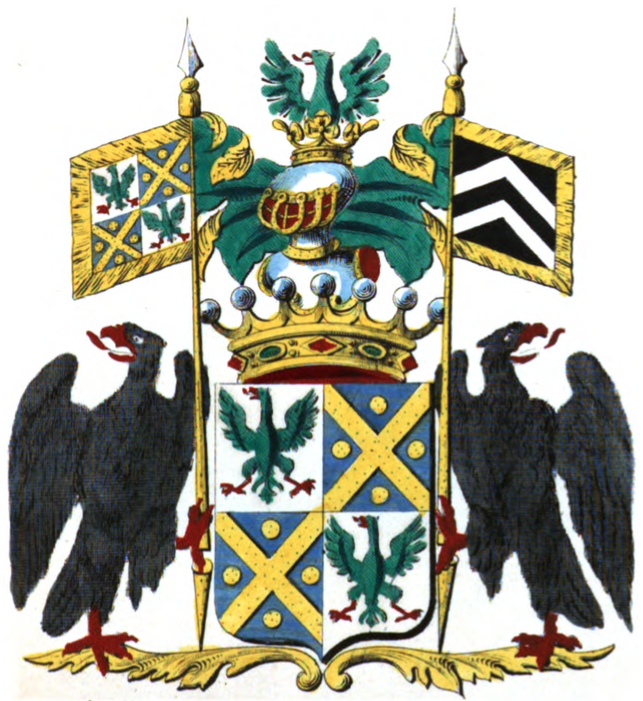
Wapen van de familie van Hoobrouck

Van Hoobrouck, ook van Hoobrouck d'Aspre, van Hoobrouck Ten Hulle, Van Hoobrouck de Fiennes,  Van Hoobrouck de Mooreghem en Van Hoobrouck de Tewalle, was een Gentse notabele en adellijke familie.

## Geschiedenis
In 1658 verleende koning Filips IV van Spanje erfelijke adel aan Louis van Hoobrouck, overgrootvader van Emmanuel van Hoobroeck (zie hierna).

## Genealogie
- Emmanuel van Hoobrouck (1704-1780), heer van Asper, Mooreghem en Te Walle, xx Eléonore de Schifer (1724-1797).
  - Hubert van Hoobrouck (* 1748), × Sofie van der Bruggen (1764-1791), xx Marie de Kerchove (1769-1800).
    - Charles van Hoobrouck, verkreeg in 1816 erkenning in de adel maar lichtte de open brieven niet, zodat zijn benoeming in 1819 geannuleerd werd.
    - François-Hubert van Hoobrouck (1790-1844), heer van Ten Hulle, × Sophie de Pottelsberghe de Boulancy (1798-1874).
      - Louis van Hoobrouck d'Aspre (zie hierna).
      - Constantin van Hoobrouck Ten Hulle (zie hierna).
      - Charles van Hoobrouck Ten Hulle (zie hierna).
      - Edmond van Hoobrouck Ten Hulle (zie hierna).

    - Albert van Hoobrouck de Fiennes (1800-1871), × Constance van Hoobrouck de Mooreghem (1802-1888).
      - Léon van Hoobrouck de Mooreghem (zie hierna).
      - Alexis van Hoobrouck de Mooreghem (zie hierna).
      - Alban van Hoobrouck de Mooreghem (zie hierna).
      - Alix van Hoobrouck de Mooreghem (zie hierna).
      - Elise van Hoobrouck de Mooreghem (zie hierna).

  - Charles van Hoobrouck (1753-1801), × Marie-Anne Bruneau de la Motte (1768-1826).
    - Louis van Hoobrouck (1799-1877), × Eulalie Bounder (*1801). Hij ontving adelserkenning in 1829, onder het Verenigd Koninkrijk der Nederlanden, adelserkenning, maar dit werd geannuleerd omdat hij verwaarloosde de open brieven te lichten.
      - Alfred van Hoobrouck (1823-1904), × Elise Libotton.
        - Elisa van Hoobrouck de Te Wzlle (zie hierna).
        - Emile van Hoobrouck de Tewalle (zie hierna).
        - Louis van Hoobrouck de Te Walle (zie hierna).

      - Léon van Hoobrouck (zie hierna).

  - Eugène Marie van Hoobrouck de Mooreghem (zie hierna).

## Louis van Hoobrouck d'Aspre
- Louis Marie Hubert van Hoobrouck d'Aspre (Gent, 9 april 1820 - Brussel, 15 februari 1890) kreeg in 1869 de titel baron, overdraagbaar bij eerstgeboorte, met impliciete erkenning in de erfelijke adel. In 1885 kreeg hij vergunning om voortaan d'Aspre aan de familienaam toe te voegen, naar de naam van de heerlijkheid Asper die destijds aan de familie behoorde. Hij trouwde in 1851 in Bellingen met Eugénie van Hoobrouck de Tewalle (1825-1909), dochter van Louis van Hoobrouck en Eulalie Bounder.
  - Georges van Hoobrouck d'Aspre (1853-1919), trouwde in 1892 in Elsene met gravin Henriette de Borchgrave d'Altena (1866-1901).
    - Jean van Hoobrouck d'Aspre (1894-1916), onderluitenant bij de infanterie, gesneuveld.
    - Ferdinand van Hoobrouck d'Aspre (1895-1963), trouwde met barones Anne-Marie Osy de Zegwaart (1908-1978).
      - François van Hoobrouck d'Aspre (1934-2020), trouwde met Antoinette de Wasseige. Met afstammelingen tot heden. Hij was burgemeester van Wezembeek-Oppem van 1995 tot 2006. Als gevolg van communautaire disputen met de Vlaamse Regering werd hij niet meer herbenoemd en deed dienst als waarnemend burgemeester. In 2014 stapte hij over van de MR naar de FDF.

## Constant van Hoobrouck Ten Hulle
Constant Bruno Marie Hubert van Hoobrouck Ten Hulle (Gent, 3 oktober 1823 - Parijs, 8 maart 1899) trouwde in 1852 in Gent met Florence de Coninck (1832-1910). Het gezin bleef kinderloos. In 1854 werd hij erkend in de erfelijke adel en in 1888 werd hij benoemd tot pauselijk graaf.

## Charles van Hoobrouck Ten Hulle
- Charles Hubert Marie van Hoobrouck Ten Hulle (Gent, 23 augustus 1827 - Nice, 23 december 1878) trouwde in 1853 in Bellingen met Elisa van Hoobrouck de Te Walle (1830-1857), dochter van Louis van Hoobrouck en Eulalie Bounder. Hij hertrouwde met Eléonore Bauwens (1845-1916). Na zijn dood verkreeg zijn weduwe in 1886 voor haar en de twee kinderen adelserkenning.
  - Maximilien van Hoobrouck Ten Hulle (1872-1939) trouwde tweemaal maar bleef kinderloos. Bij zijn dood doofde deze familietak uit.

## Edmond van Hoobrouck Ten Hulle
Edmond Marie François Hubert van Hoobrouck Ten Hulle (Gent, 16 december 1830 - Gentbrugge, 23 september 1902), jongste broer van de drie hierboven gemelden, trouwde met Emma de Keyser (1835-1901). Hij kreeg erkenning in de erfelijke adel in 1886. Deze familietak is in 1922 uitgedoofd.

## Léon van  Hoobrouck de Mooreghem
Léon Eugène Charles Ghislain van Hoobrouck (Gent, 15 augustus 1824 - Elsene, 20 december 1894), was een zoon van volksvertegenwoordiger Albert van Hoobrouck de Fiennes en van Constance van Hoobrouck de Mooreghem. Samen met zijn broers en zussen kreeg hij in 1887 de vergunning om de Mooreghem aan de familienaam toe te voegen. In 1888 werd hij, samen met twee broers en twee zussen erkend in de erfelijke adel. Hij trouwde in 1853 in Namen met Lucie de Spandl (1827-1902). Ze hadden twee dochters en deze familietak is uitgedoofd.

## Alexis van Hoobrouck de Mooreghem
Alexis Eugène Marie Ghislain van Hoobrouck de Mooreghem (Ename, 23 november 1831 - Brussel, 27 mei 1895) kreeg adelserkenning in 1888 en bleef vrijgezel.

## Alban van Hoobrouck de Mooreghem
- Alban François Charles Marie Ghislain van Hoobrouck de Mooreghem (Ename, 4 maart 1833 - Schaarbeek, 22 april 1899) kreeg adelserkenning in 1888. Hij trouwde met Mathilde van Hoobrouck Ten Hulle (1828-1917). 
  - Gaëtan van Hoobrouck de Mooreghem (1871-1939), trouwde maar bleef kinderloos, zodat ook deze familietak uitdoofde.

## Alix van Hoobrouck de Mooreghem
Alix Albertine Thérèse Marie Ghislaine van Hoobrouck de Mooreghem (Ename, 9 maart 1835 - Brussel, 8 januari 1908) kreeg persoonlijke adelserkenning in 1888. Ze trouwde met Jean-François Rittweger (1824-1888).

## Elise van Hoobrouck de Mooreghem
Elise Félicité Françoise Marie Ghislaine van Hoobrouck de Mooreghem (Gent, 2 maart 1840 - 27 september 1924) kreeg persoonlijke adelserkenning in 1888. Ze trouwde in 1889 met luitenant-generaal Frédéric van Eechout (1833-1898).

## Elise van Hoobrouck de Te Walle
Elisa Mélanie Aline van Hoobrouck de Tewalle (Schaarbeek, 21 februari 1865 - Elsene, 10 juli 1953) trouwde in Brussel in 1884 met Alfred De Coen (1858-1909). In 1912 werd ze erkend in de adel, ten persoonlijke titel.

## Emile van Hoobrouck de Tewalle
Emile Ernest Alfred van Hoobrouck de Tewalle (Brussel, 30 maart 1875 - 28 september 1968) verkreeg in 1912 erkenning in de erfelijke adel. Hij trouwde in Brussel in 1925 met Maria-Irma Milard (1888-1935) en hertrouwde in 1944 met Beatrice van de Kerchove (* 1898). De huwelijken bleven kinderloos.

## Louis van Hoobrouck de Tewalle
Louis Ernest Charles van Hoobrouck de Tewalle (Brussel, 11 maart 1877 - Sint-Pieters-Woluwe, 26 juni 1954) trouwde in 1923 in Etterbeek met Sidonie Allaerts (1883-1959). Het echtpaar bleef kinderloos. In 1912 kreeg hij erkenning in de erfelijke adel.

## Léon van Hoobroeck
Léon Ferdinand Désiré Marie van Hoobrouck (Brussel, 13 november 1826 - 20 november 1913) trouwde in 1851 in Sint-Joost-ten-Node met Emma van Hoorebeke (1823-1901). Het echtpaar kreeg drie kinderen, maar deze familietak is in 1928 uitgedoofd in de mannelijke lijn, en in 1947 overleed de laatste naamdraagster. Kort voor zijn dood, in 1912, kreeg hij erkenning in de erfelijke adel.

## Eugène François van Hoobrouck de Mooreghem
- Eugène François Charles van Hoobrouck de Mooreghem (Gent, 27 april 1756 - 8 oktober 1843) trouwde in 1790 in Gent met Marie-Anne Hamelinck (1762-1837), dochter van Willem Hamelinck, advocaat, baljuw van Evergem. Het echtpaar had zeven kinderen. Onder het ancien régime was hij heer van Mooreghem, algemeen thesaurier van de stad Gent, hoogpointer van de kasselrij Oudenaarde, lid en gedeputeerde van de Staten van Vlaanderen en lid van het Congres van de Verenigde Belgische Staten. In de Franse tijd was hij lid van de algemene raad voor het Scheldedepartement en directeur voor de verenigde rechten in het Leiedepartement. Onder het Verenigd Koninkrijk der Nederlanden was hij in 1814 lid van de voorlopige Raad van intendanten voor Oost-Vlaanderen en lid van de Ridderschap voor deze provincie. In 1829 werd hij, onder het Verenigd Koninkrijk der Nederlanden, erkend in de erfelijke adel. In 1830 werd hij verkozen tot lid van het Nationaal Congres en werd nadien senator, na ook provincieraadslid te zijn geweest. 
  - Eugène Marie van Hoobrouck de Mooreghem (1791-1856), senator, burgemeester van Moregem, trouwde in 1812 in Brugge met Anne-Félicité de Schietere (1791-1860), dochter van Englebert de Schietere de Caprijke.
    - Hélène van Hoobrouck de Mooreghem (1817-1885) trouwde met Charles de Croeser de Berges (1806-1875). In 1878 kreeg ze de titel burggravin de Croeser.